# Lucas Evangelista
Lucas Evangelista Santana de Oliveira (* 6. Mai 1995 in Limeira), kurz Lucas Evangelista genannt, ist ein brasilianischer Fußballspieler. Der offensive Mittelfeldspieler steht bei Palmeiras São Paulo unter Vertrag.

## Karriere

### Verein
Lucas Evangelista begann seine Karriere bei Desportivo Brasil und wechselte 2012 in die Jugend des FC São Paulo. Zur Saison 2013 rückte er in den Kader der ersten Mannschaft auf und kam 2. Juni 2013 bei einem 0:0 bei Atlético Mineiro zu seinem Debüt in der brasilianischen Série A, bei dem er in der Startelf stand. Sein erstes Tor erzielte er am 11. August 2013 bei einer 1:2-Niederlage bei Associação Portuguesa de Desportos zum zwischenzeitlichen 1:1 in der 46. Minute.
Zur Saison 2014/15 wechselte Lucas Evangelista zu Udinese Calcio in die italienische Serie A. Am 19. Oktober 2014 kam er bei einer 0:1-Niederlage beim FC Turin zu seinem Debüt in der Serie A. Nachdem er in der Hinrunde der Spielzeit 2015/16 ohne Einsatz geblieben war, wurde er im Januar 2016 bis Saisonende an den griechischen Erstligisten Panathinaikos Athen verliehen.
Im Sommer 2017 wurde er für eine Saison an GD Estoril Praia verliehen. Anschließend wechselte er zum FC Nantes. Die Saison 2019/20 spielte als Leihgabe er bei Vitória Guimarães. Nach Abschluss der Saison schloss sich das nächste Leihgeschäft an. Er kehrte zurück in seine Heimat in die Série A zu Red Bull Bragantino. Diese verpflichteten ihn im Anschluss fest.
Im März 2025 wechselte Evangelista zu Palmeiras São Paulo.

### Nationalmannschaft
Lucas Evangelista kam von 2013 bis 2015 14-mal für die brasilianische U20-Nationalmannschaft zum Einsatz und erzielte ein Tor. 2014 gewann er mit der Mannschaft das Turnier von Toulon. Anfang 2015 nahm er mit ihr an der U20-Südamerikameisterschaft in Uruguay teil.

## Erfolge
U20-Nationalmannschaft
- Sieger des Turniers von Toulon: 2014